# Emiliano Díaz (futbolista)
Emiliano Lionel Díaz (Buenos Aires, Argentina, 5 de octubre de 1991) es un  futbolista argentino. Juega de Mediocampista y su equipo actual es el Deportivo Grecia de la Serie B de Ecuador. Es hermano menor del también futbolista Damián Díaz.

## Trayectoria
Se inició futbolísticamente en 2010 en las divisiones menores de Colón de Santa Fe. En 2013 llegó a Ecuador para ponerse a prueba en el Barcelona de Guayaquil club en el que juega su hermano Damián Díaz, donde el entrenador Gustavo Costas le dio el visto bueno adquiriendo Barcelona los derechos federativos de Díaz por 3 años, pero debido a que el club tenía el cupo de extranjeros lleno decidieron cederlo al Deportivo Grecia de la Serie B por 1 año a préstamo.

## Clubes
| Club             | País    | Año  |
| ---------------- | ------- | ---- |
| Deportivo Grecia | Ecuador | 2013 |